# Менестіря (Марамуреш)
Менестіря (рум. Mănăstirea) — село у повіті Марамуреш в Румунії. Входить до складу комуни Джулешть.
Село розташоване на відстані 409 км на північний захід від Бухареста, 29 км на північний схід від Бая-Маре, 116 км на північ від Клуж-Напоки.

## Населення
За даними перепису населення 2002 року у селі проживали 160 осіб, усі — румуни. Усі жителі села рідною мовою назвали румунську.